# Pniareczka różowa

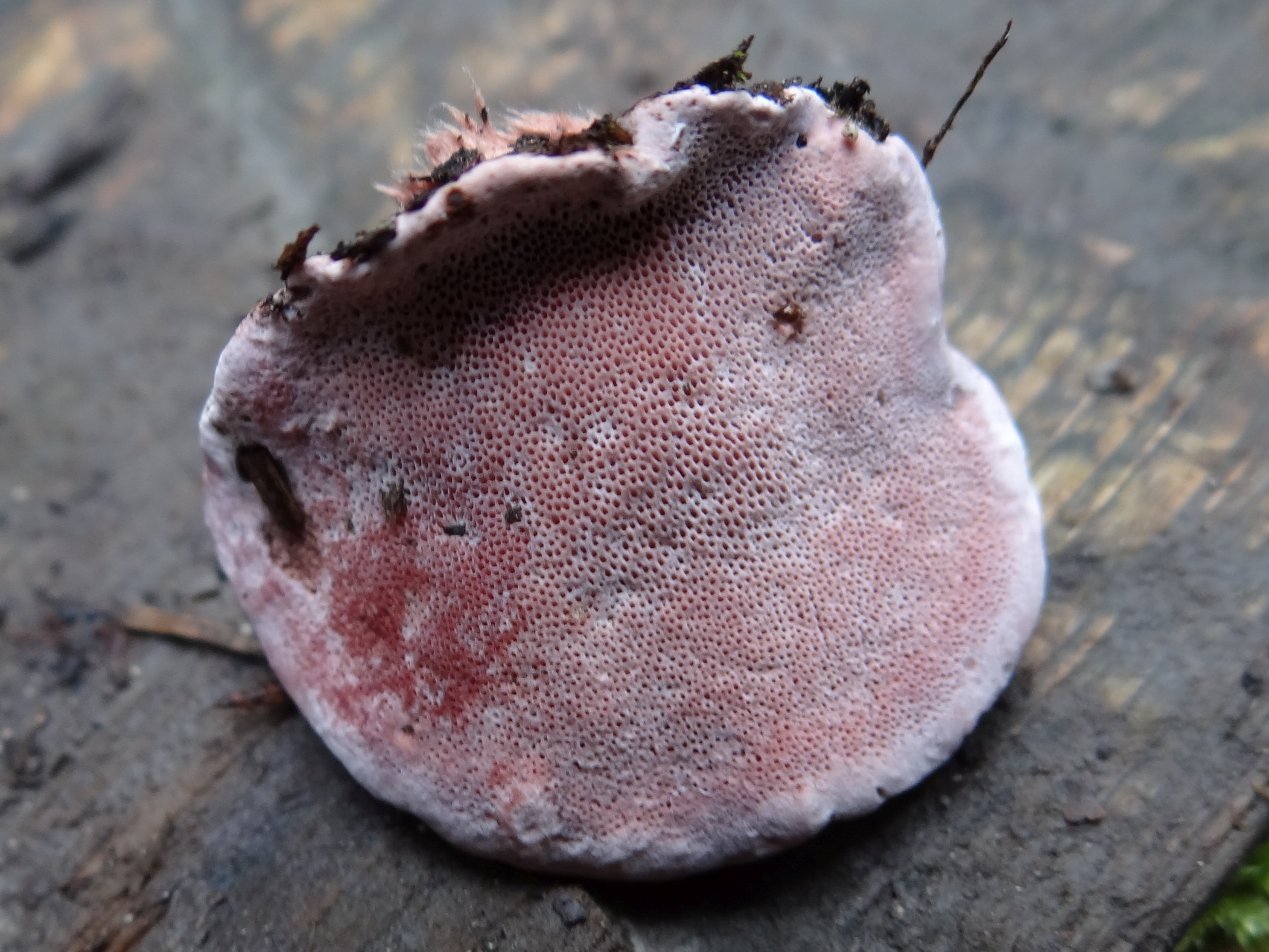
Hymenofor w miejscach uciśniętych ciemnieje

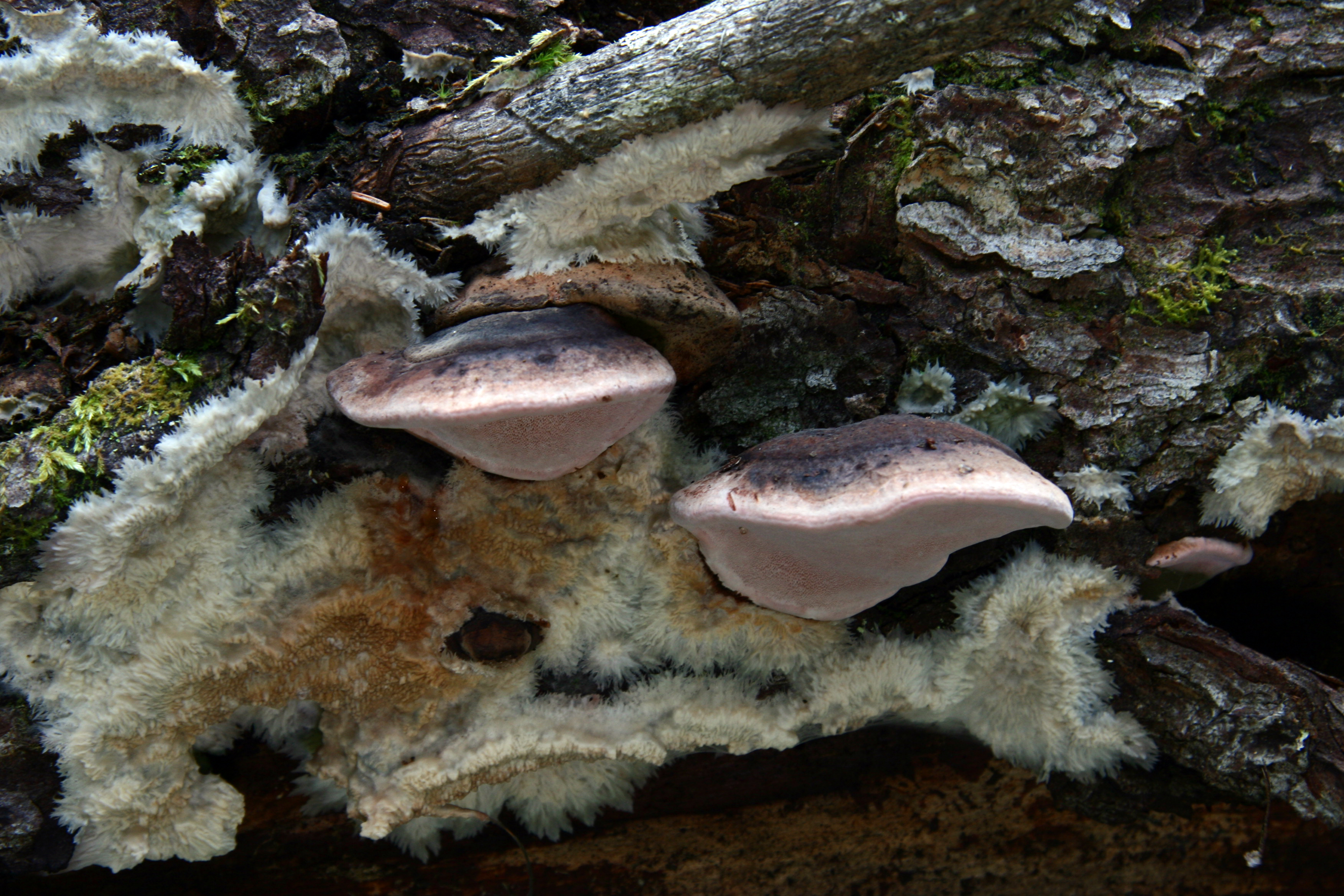

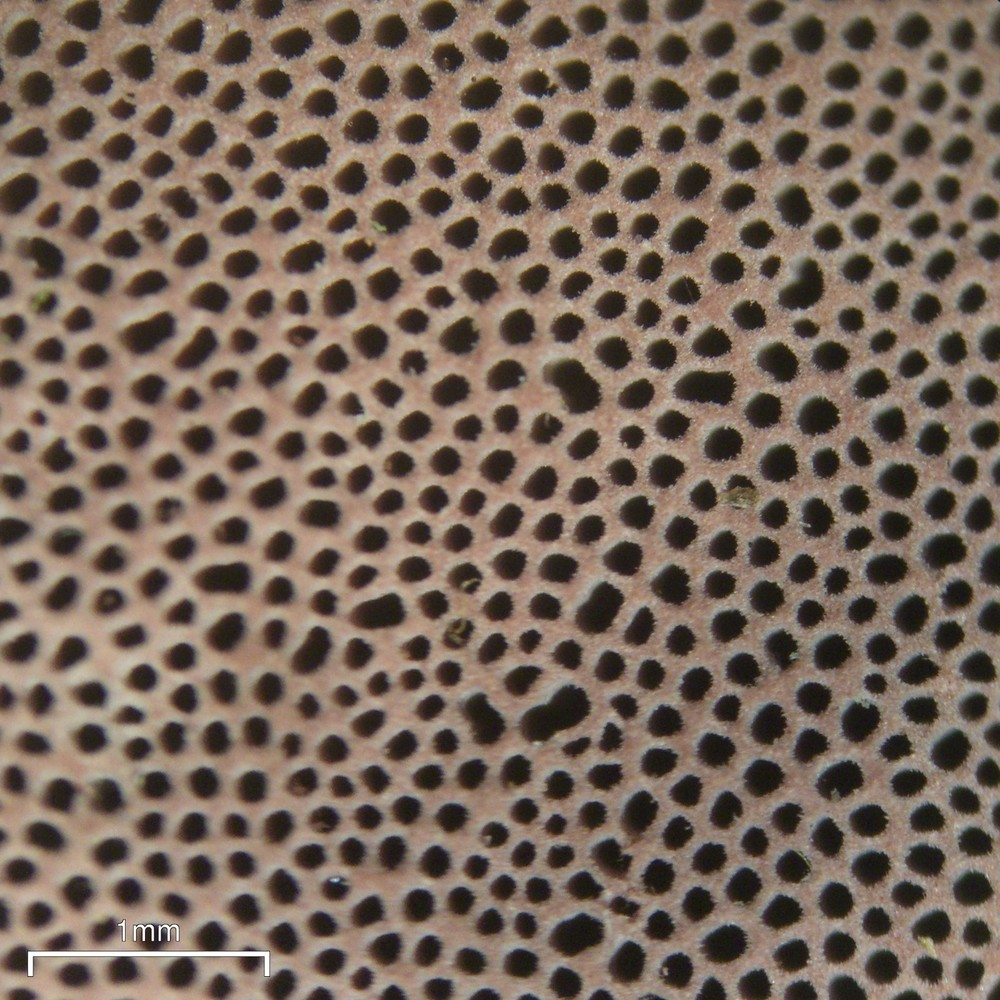
Pory

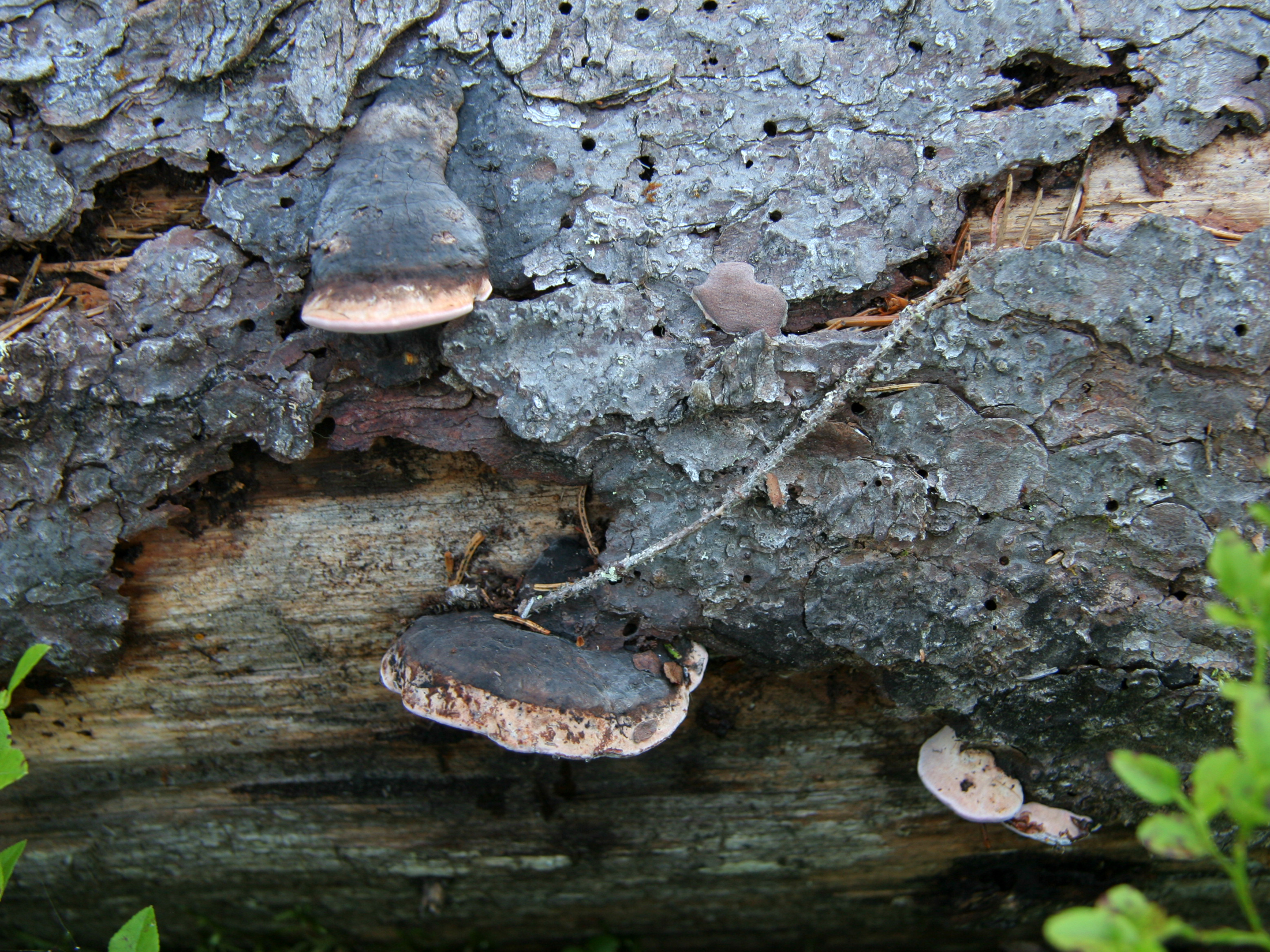

Pniareczka różowa, pniarek różowy (Rhodofomes roseus (Alb. & Schwein.) P. Karst.) – gatunek grzybów z rodziny pniarkowatych (Fomitopsidaceae).

## Systematyka i nazewnictwo
Pozycja w klasyfikacji według Index Fungorum: Fomitopsis, Fomitopsidaceae, Polyporales, Incertae sedis, Agaricomycetes, Agaricomycotina, Basidiomycota, Fungi.
Po raz pierwszy takson ten zdiagnozowali w 1805 r. Johannes Baptista von Albertini i Lewis Schweinitz, nadając mu nazwę Boletus roseus. Później zaliczany był przez różnych mykologów do rodzajów Fomes, Placodes, Polyporus, Rhodofodes, Scindalma, Trametes, Ungulina. Synonimów nazwy naukowej ma ponad 20. Obecną, uznaną przez Index Fungorum nazwę nadał mu w 1990 r. Zdeněk Pouzar, przenosząc go do rodzaju Rhodofomes.
Stanisław Domański i in. w 1967 r. nadali mu polską nazwę pniarek różowy. W polskim piśmiennictwie mykologicznym gatunek ten ma również inne nazwy polskie: huba różowa i żagiew różowa. Po przeniesieniu do rodzaju Rhodofomes nazwy te stały się niespójne z nazwą naukową. W 2021 Komisja ds. Polskiego Nazewnictwa Grzybów Polskiego Towarzystwa Mykologicznego zarekomendowała nazwę „pniareczka różowa”.

## Morfologia
Pokrój
Huba o wieloletnim, trwałym owocniku, zazwyczaj bokiem przyrośniętym do drzewa.
Owocnik
Szerokość dochodzi do 8 cm, grubość do 3 cm. Zazwyczaj owocniki występują w grupach po kilka sztuk, czasami zrastając się z sobą. Maja kształt półkulisty lub kopytkowaty, czasami konsolowaty, wówczas ich hymenofor zbiega po podłożu. Powierzchnia nierówna, brodawkowata, u młodych okazów delikatnie owłosiona, u starszych naga. Czasami bywa popękana. Jest koncentrycznie bruzdowana. Początkowo ma barwę szaroróżową, potem jest coraz ciemniejsza – od purpurowo-brązowej do czarnej. Brzeg jest jaśniejszy (różowawy) i płonny (bez hymenoforu), u młodych okazów jest ostry, u starszych tępy i falisty.
Miąższ
Twardy, korkowaty lub zdrewniały, podczas rozrywania ma strukturę kłaczkowato-włóknistą. Jest niewyraźnie pręgowany. W stanie surowym ma barwę łososioworóżową, po wysuszeniu brudno-cielistą.
Hymenofor
Rurkowy, o barwie początkowo białoróżowej, później brudnocielistej. Po uciśnięciu ciemnieje. Rurki mają długość 5–7 mm i tworzą wiele niewyraźnych warstw. Pory rurek są kanciaste i drobne; na 1 mm mieszczą się 3–4 (wyjątkowo do 5) porów. Każdy z nich ma średnicę 0,1–0,3 mm, a ściany porów są grube. W starszych warstwach pory te przerośnięte są białą grzybnią. Hymenofor ma słaby, grzybowy zapach i gorzki smak.
Cechy mikroskopowe
Zarodniki elipsoidalne lub cylindryczno-elipsoidalne, o rozmiarach 4,5–7 × 2–2,8 (średnio 5,8 × 2,3) μm, bezbarwne, cienkościenne, o gładkiej powierzchni. Podstawki o rozmiarach 11–15 × 5–6 μm, zgrubiałe, 4-sterygmowe. Cystyd brak. Nie występują chlamydospory. System strzępkowy zasadniczo dimityczny. Strzępki generatywne mają średnicę 1–2,5 μm, są bezbarwne, cienkościenne, luźno rozgałęzione, z przegrodami. Strzępki szkieletowe mają średnicę 1–5,5 μm, są bezbarwne lub z różowawym odcieniem, nierozgałęzione, o nieograniczonym wzroście, z wąskim światłem i grubościenne (ich ściany mają grubość do 2 μm). Strzępki łącznikowe nieliczne, o grubości 1–3 μm.
Gatunki podobne
Jest łatwy do odróżnienia od innych hub ze względu na różowe zabarwienie hymenoforu i miąższu. Różowy hymenofor mają również małoporek miękki (Leptoporus mollis) i tzw. białak rozpostarty (Rhodonia placenta), ale ich owocniki nie są zdrewniałe, są jednoroczne i miękkie. Można też łatwo rozróżnić je próbą zapałkową; powierzchnia pniarka różowego w płomieniu zapałki topi się, podczas gdy wymienionych powyżej tylko zwęgla się.

## Występowanie i siedlisko
Występuje głównie na półkuli północnej: w Ameryce Północnej, Europie i Azji. Stwierdzono występowanie także na Grenadzie u wybrzeży Ameryki Południowej oraz w Australii. W piśmiennictwie naukowym na terenie Polski do 2020 r. podano 70 jego stanowisk. Jest dużo rzadszy od pniarka obrzeżonego, częsty jest jedynie w Puszczy Białowieskiej. Znajduje się na Czerwonej liście roślin i grzybów Polski. Ma status E – gatunek wymierający, którego przeżycie jest mało prawdopodobne, jeśli nadal działać będą czynniki zagrożenia. W latach 80. XX w. na skutek gospodarki leśnej usuwającej martwe drewno z lasów gospodarczych w Polsce zachowało się jedynie kilka stanowisk w parkach narodowych. Znajduje się na listach gatunków zagrożonych także w Belgii, Niemczech, Holandii, Czechach, Litwie, Norwegii, Szwecji, Finlandii. W Polsce w latach 1995–2004 objęty był ochroną częściową, w latach 2004–2014 ochroną ścisłą, a od roku 2014 znów ochroną częściową.
W Polsce spotykany jest w lasach, głównie świerkowych, lub mieszanych z udziałem świerka. Tylko sporadycznie pojawia się na innych drzewach: na sośnie i na wiązie. W Ameryce Północnej występuje również na drzewach z rodzajów daglezja, choina i żywotnik, w Skandynawii na olszy szarej i na topoli osice. Rozwija się na martwym drewnie w lesie, na leżących pniach i na pniakach. Obserwowano jego występowanie także na podkładach kolejowych, drewnie w kopalniach oraz na słupach.

## Znaczenie
Nadrzewny grzyb niejadalny,. Jest saprotrofem powodującym brunatną zgniliznę drewna. Występuje głównie na drzewach martwych, ale czasami również na żywych, jako ich pasożyt.